# Ungla nesotala
Ungla nesotala är en insektsart som först beskrevs av Banks 1944.  Ungla nesotala ingår i släktet Ungla och familjen guldögonsländor. Inga underarter finns listade i Catalogue of Life.